# Вік Раттлхед
Вік Раттлхед (англ. Vic Rattlehead) — маскот американського треш-метал гурту Megadeth. Вік — фігура скелета у костюмі, що втілює у собі фразу «Не бачу зла, не чую зло, не кажу зло», а також символ цензури. Його очі закриті заклепленим козирком, рот затиснутий скобами, а вуха закриті металевими ковпачками.

## Концепт та створення
Про міфічне походження Віка Раттлхеда йдеться у пісні «The Skull Beneath The Skin» з альбому Killing Is My Business … and Business Is Good!
Prepare the patient's scalp

To peel away
Metal caps his ears
He'll hear not what we say
Solid steel visor
Riveted across his eyes
Iron staples close his jaws

So no one hears his cries
Дейв Мастейн створив оригінальний концепт-арт Віка для обкладинки дебютного альбому Megadeth. Однак Combat Records втратили ілюстрацію та швидко створили зовсім іншу концепцію. Оригінальну ілюстрацію було відновлено та розміщено на перевиданнях Killing Is My Business … and Business Is Good!. Ім'я Вік (англ. Vic) означає «жертва» (англ. victim — жертва), а Раттлхед походить від того, що говорила Мастейну його мати , коли він тряс головою: «Не роби цього, інакше в тебе щось розтрясеться там!» Потім це призвело до виразу «трясти головою» (headbanging). За словами Мастейна, маскот відображає його почуття щодо релігійних репресій та свободи вираження поглядів.

## Появи
Вік був на обкладинках перших чотирьох альбомів гурту (1985—1990): Killing Is My Business … And Business Is Good!, Peace Sells … But Who's Buying?, So Far, So Good … So What! та Rust In Peace.
Вік не з'являвся на обкладинці жодного альбому чи компіляції з 1991 по 2000 рік. Однак, коли Megadeth намагалися повернути своїй творчості більш «класичну» атмосферу, вони повернули маскота на обкладинку альбому 2001 року The World Needs A Hero, The System Has Failed 2004 року, а також на обкладинку альбому United Abominations 2007 року в людській формі. Його впізнають за козирком, металевими ковпачками на вухах і затискачами на роті. У ядерному грибі на обкладинці збірки 2005 року Greatest Hits: Back to the Start показано лише обличчя Віка. Вік знову відсутній на обкладинці Endgame (2009), натомість у буклеті альбому знайдено схожий арт з внутрішньої обкладинки, як у альбомах Youthanasia та Countdown To Extinction. Віка можна помітити у кліпі «The Right to Go Insane» 2010 року та був представлений на обкладинці синглу «Sudden Death». На обкладинці Th1rt3en (2011) він зображений зі спини. Віка можна побачити на обкладинці альбому Super Collider (2013) як відображення в центрі колайдера частинок; всередині обкладинки та з задньої сторони виявляється, що Вік — Супер Колайдер. На Dystopia видно робот-версію Віка Раттлхеда.
У 1993 році Megadeth вийшли на сцену клубу Rock City Nottingham як «Vic and the Rattleheads».
Вік робив невеликі виступи в кліпах для «Anarchy In The U.K», «Wake Up Dead», «Holy Wars…The Punishment Due» та «Hangar 18». Вік також з'являється у кліпі «Moto Psycho» (близько 3:03).

## Конкурс з редизайну
29 січня 2006 року на DeviantArt було оголошено офіційний конкурс на редизайн маскоту Megadeth. Призами стали три різні електрогітари компанії ESP. Конкурс закінчився 14 лютого 2006 р., суддєю був сам Дейв Мастейн, результати були опубліковані на DeviantArt 15 березня 2006 р. Обкладинка одинадцятого альбому Megadeth, United Abominations, показала переробленого Віка, використовуючи роботи Джона Лоренці, одного з конкурсантів з DeviantArt (не дивлячись на те, що його варіант Віка не був переможним).

## Художники
Художниками різних втілень Віка є:
- Дейв Мастейн (автор маскоту, ранні концепт-арти та логотипи групи)
- Ед Репка (Peace Sells... But Who's Buying? та Rust In Peace)
- Девід Джуд (So Far, So Good... So What!)
- Х'ю Сайм (Countdown to Extinction, Youthanasia та The World Needs A Hero)
- Майкл Мюллер (Видання Megadeth VH1's Behind the Music, футболки концертного туру «Blackmail The Universe» та видання ремастеру Killing Is My Business... And Business is Good! 2002 року
- Майк Льорн (The System Has Failed)
- Джон Лоренці (United Abominations, Warchest, Endgame та Th1rt3en)
- Брент Еліот Уайт (Dystopia)